# 模糊许水蚤
模糊许水蚤（学名：Schmackeria dubia）为伪镖水蚤科许水蚤属的动物。分布于印度以及中国大陆的海南、福建、浙江等地，其生活环境为淡水或咸淡水，常栖息于海港和沿海地区的池塘中。